# Virgella robusta
Virgella robusta är en svampart som först beskrevs av Tubeuf, och fick sitt nu gällande namn av Darker 1967. Virgella robusta ingår i släktet Virgella och familjen Rhytismataceae.   Inga underarter finns listade i Catalogue of Life.